# ワバスカ川
ワバスカ川（ワバスカがわ、Wabasca River）とは、北アメリカ大陸の北西部、カナダのアルバータ州を流れる、河川の1つである。この川は、ピース川の支流の1つとして知られている。

## 概要
ワバスカ川の流域面積は、約3万6300km2である

。
ワバスカ川は、スレイブレイクの町よりも北の方に存在するサンディー湖（Sandy Lake）

から流れ出している。そしてその後、ワバスカの町の傍で、南ワバスカ湖（South Wabasca Lake）、北ワバスカ湖（North Wabasca Lake）に流れ込んでいる

。
しかし、この川はその後さらに、この南北ワバスカ湖から北の方向へと流れ続ける。そして、森や沼沢地を通り抜けて流れてゆき、フォートバーミリオンの町の西でピース川へと合流している。

## 主な支流
- Willow River
- Muskwa River
- Trout River
- Wood Buffalo River
- Woodenhouse River
- Panny River
- Loon River
- Muddy River
- Bear River